# かっとばせ!テルアキくん
『かっとばせ!テルアキくん』は、河合じゅんじ作画による野球漫画作品。

## 概要
『モリモリッ!ばんちょー!!キヨハラくん』以来、18年ぶりとなる新作漫画で2023年の『阪神タイガースオフィシャル優勝記念本』にて掲載された。
河合は今までに『月刊コロコロコミック』での過去3作品が連載していた漫画のモデルをしたチーム名が初めて球団監修となる。また、球場名が実名として登場する。

## 登場人物（モデルとなった選手・人物）

### 阪神タイガース

#### 内野手
サトーテルアキ（佐藤輝明）
本作の主人公。
背番号は8。
オーヤマ（大山悠輔）
サトーの相棒。
背番号は3。

#### 外野手
ミエセス（ヨハン・ミエセス）
サトーがオカダ監督の怒りを収めるシーンで登場。
背番号は55。

#### 監督・コーチ陣
オカダ監督（岡田彰布）
阪神の監督。顔は皺が出来て老化が目立っている。本作では「おーん」と「そーいうことやんかー」しか聞き取れない。怒ると「おーん」の連続で喋ってしまうが、サトーがミエちゃんを出すと怒りが収まることになっている。
背番号は80。